# Fachkrankenhaus Bethanien Hochweitzschen

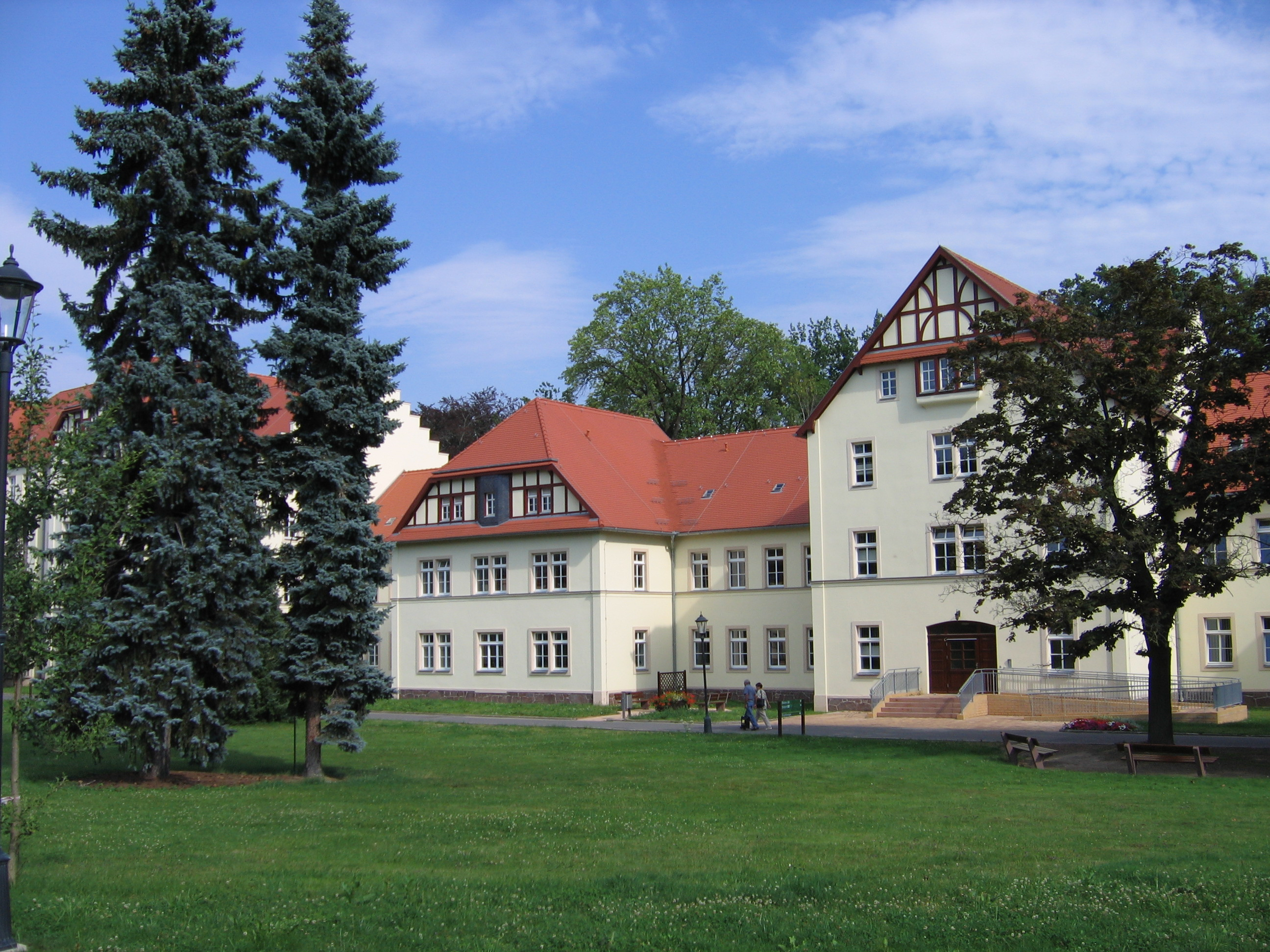
Fachkrankenhaus für Psychiatrie und Psychotherapie Hochweitzschen

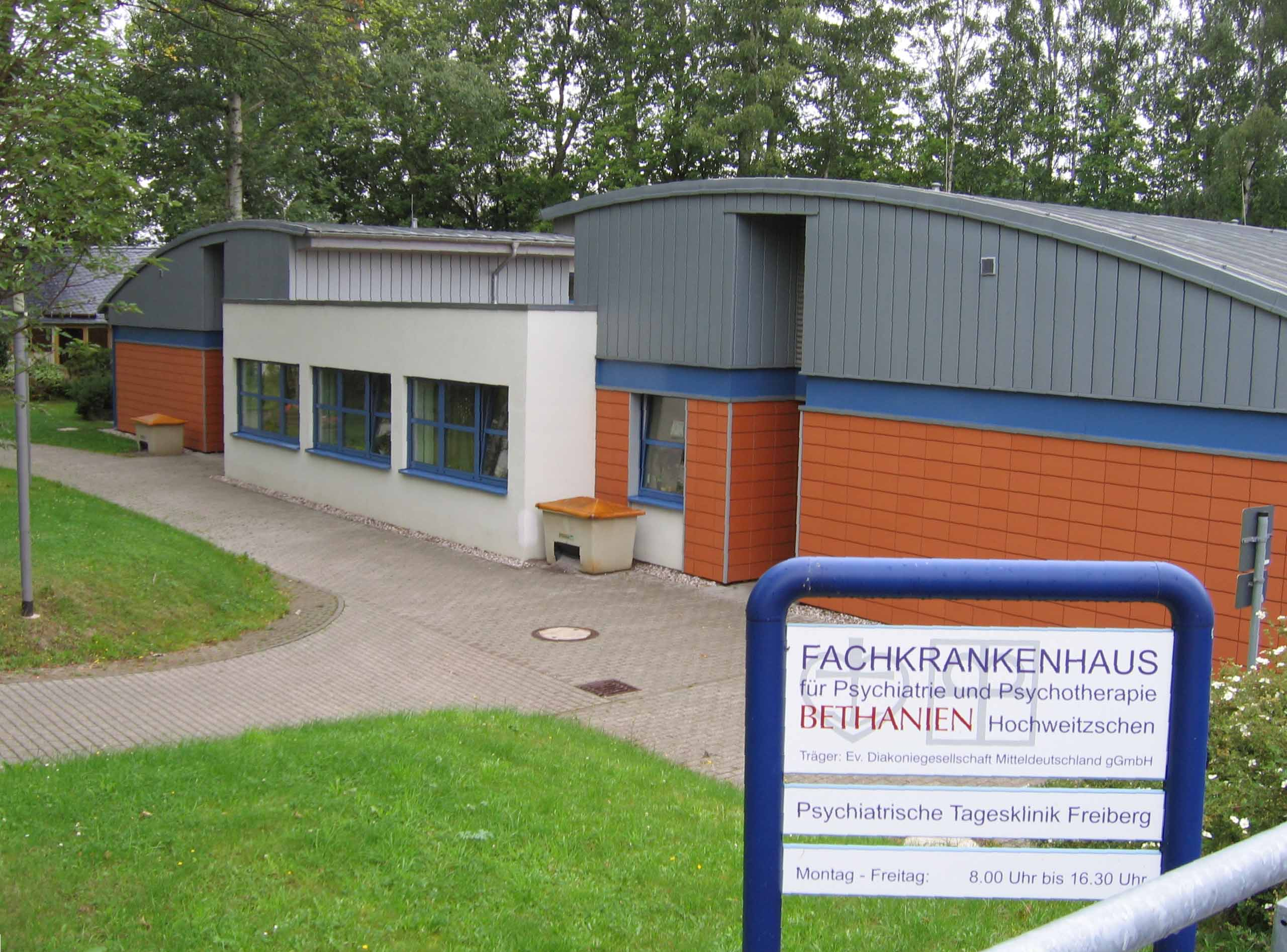
Psychiatrische Tagesklinik Freiberg

Das Fachkrankenhaus Bethanien Hochweitzschen befindet sich im Ortsteil Hochweitzschen der mittelsächsischen Gemeinde Großweitzschen und dient der Behandlung von psychiatrischen und psychotherapeutischen Krankheitsbildern.
Es verfügt im Haupthaus über 121 Betten und zudem über 45 tagesklinische Plätze in den Außenstellen Döbeln und Freiberg. Jährlich werden ca. 1.850 Patienten stationär, mehr als 400 Patienten teilstationär und 4.430 Patienten ambulant behandelt (Stand 2018).
Träger des Fachkrankenhauses ist die Ev. Diakoniegesellschaft Mitteldeutschland gGmbH (DGM). Deren alleiniger Gesellschafter ist die Zeisigwaldkliniken Bethanien Chemnitz gemeinnützige GmbH – eine Tochter der Agaplesion Mitteldeutschland gemeinnützige GmbH.

## Geschichte
Am 15. Dezember 1874 wurde am östlichen Ausläufer des bewaldeten Höhenzuges „Hochweitzschen“, im Tal der Freiberger Mulde, zwischen den Städten Döbeln und Leisnig, die Königlich Sächsische Landesanstalt Hochweitzschen als Pflegeanstalt für chronisch psychisch Kranke im Gutsbezirk Landesanstalt Hochweitzschen – heute ein Ortsteil der Gemeinde Großweitzschen – eröffnet.
Von 1892 bis 1930 war das Haus Heil- und Pflegeanstalt für Epilepsiepatienten. 

### Zeit des Nationalsozialismus
Zur Zeit des Dritten Reiches kam es auch aus dem Krankenhaus Hochweitzschen zur Selektion und dem Abtransport von zur Ermordung vorgesehener Patienten. Sie fand im Rahmen der Krankenmorde im Dritten Reich und der Aktion T4 statt. Ab dem 9. Oktober 1939 wurde von einer nationalsozialistischen, mit psychiatrischen Fachärzten und Professoren besetzten „Gutachterkommission“ die Auswahl vorgenommen. Der geschäftsführende stellvertretende Direktor Johannes Werner hatte 619 Meldebögen ausgefüllt.
Durchgeführt wurden die Ermordungen in der Tötungsanstalt Pirna-Sonnenstein. Dort wurden insgesamt 14.751 Patienten in der Gaskammer mit Kohlenmonoxyd ermordet. Aus Hochweitzschen direkt in die Tötungsanstalt Sonnenstein verbracht wurden 377 Patienten. Zusätzlich in die „Zwischenanstalten“ mit hoher Sterblichkeit wurden verbracht:
- 292 Patienten nach Großschweidnitz
- 100 Patienten nach Waldheim
- 227 Patienten nach Arnsdorf

Von diesen Zwischenanstalten wurden die meisten Patienten jedoch später nach Sonnenstein weitertransportiert und im Anschluss ermordet.
Mit Beginn des Zweiten Weltkrieges 1939 wurde die Einrichtung teilweise als Reservelazarett genutzt. Aufgrund der Luftangriffe auf Leipzig wurden ab 1943 Teile der dortigen Universitätskliniken nach Hochweitzschen ausgelagert.
Am 30. April und 27. August 1943 wurden 119 Patienten in die Zwischenanstalt Zschadraß gebracht.
Am 23. September 1943, am 6. Januar 1944 und am 1. März 1944 wurden insgesamt 123 Frauen in die Außenstelle Bräunsdorf der Landesanstalt Hochweitzschen und nach Hilbersdorf verbracht; von diesen wurden 105 Frauen am 10., 18. und 19. April 1944 nach Kosmanos bei Jungbunzlau in Ostböhmen deportiert.

### Nachkriegszeit
In der Deutschen Demokratischen Republik (DDR) wurde die Einrichtung als „Nervenklinik Hochweitzschen“ weitergeführt. Seit 1990 wurde das Haus stark verkleinert und es entstand ein Fachkrankenhaus für Psychiatrie und Psychotherapie mit sechs Stationen und 115 Betten.
Seit Mai 1998 erinnert eine Gedenktafel im Verwaltungsgebäude an den Krankenmord.

## Einrichtung

### Fachbereiche
Die Klinik verfügt gegenwärtig über zwei allgemeinpsychiatrische Stationen, zwei Stationen für Abhängigkeitskranke und zwei alterspsychiatrische Stationen sowie einer Tagesklinik in Döbeln mit 20 Plätzen und einer Tagesklinik in Freiberg mit 25 Plätzen. Mit dieser Struktur übernimmt das Fachkrankenhaus Hochweitzschen die stationäre und teilstationäre psychiatrische Vollversorgung für das Einzugsgebiet im Landkreis Mittelsachsen mit etwa 230.000 Einwohnern.
Für den westlichen Teil des Landkreises Meißen übernimmt das Fachkrankenhaus Hochweitzschen (in Ergänzung zur Psychiatrischen Abteilung am Elblandklinikum Radebeul) eine hilfsweise und hintergründige Versorgung für weitere 60.000 Einwohner. Über die Psychiatrische Institutsambulanz (PIA) am Standort Döbeln erfolgt auf der Grundlage des § 118 (1) SGB V zusätzlich eine ambulante Behandlung in weitgehender personeller Kontinuität mit der stationären Behandlung.

### Therapieformen
Es werden Einzel- und Gruppengespräche auf primär verhaltenstherapeutischer Grundlage angeboten. Weitere angewendete Therapieformen sind die Psychoedukation, Entspannungsverfahren, medikamentöse Therapie, biologische Stimulationsverfahren, Soziotherapie, Ergotherapie und Physiotherapie.